# Clerota vitalisi
Clerota vitalisi är en skalbaggsart som beskrevs av Thierry Bourgoin 1926. Clerota vitalisi ingår i släktet Clerota och familjen Cetoniidae. Inga underarter finns listade i Catalogue of Life.